# Fil·lotràquea

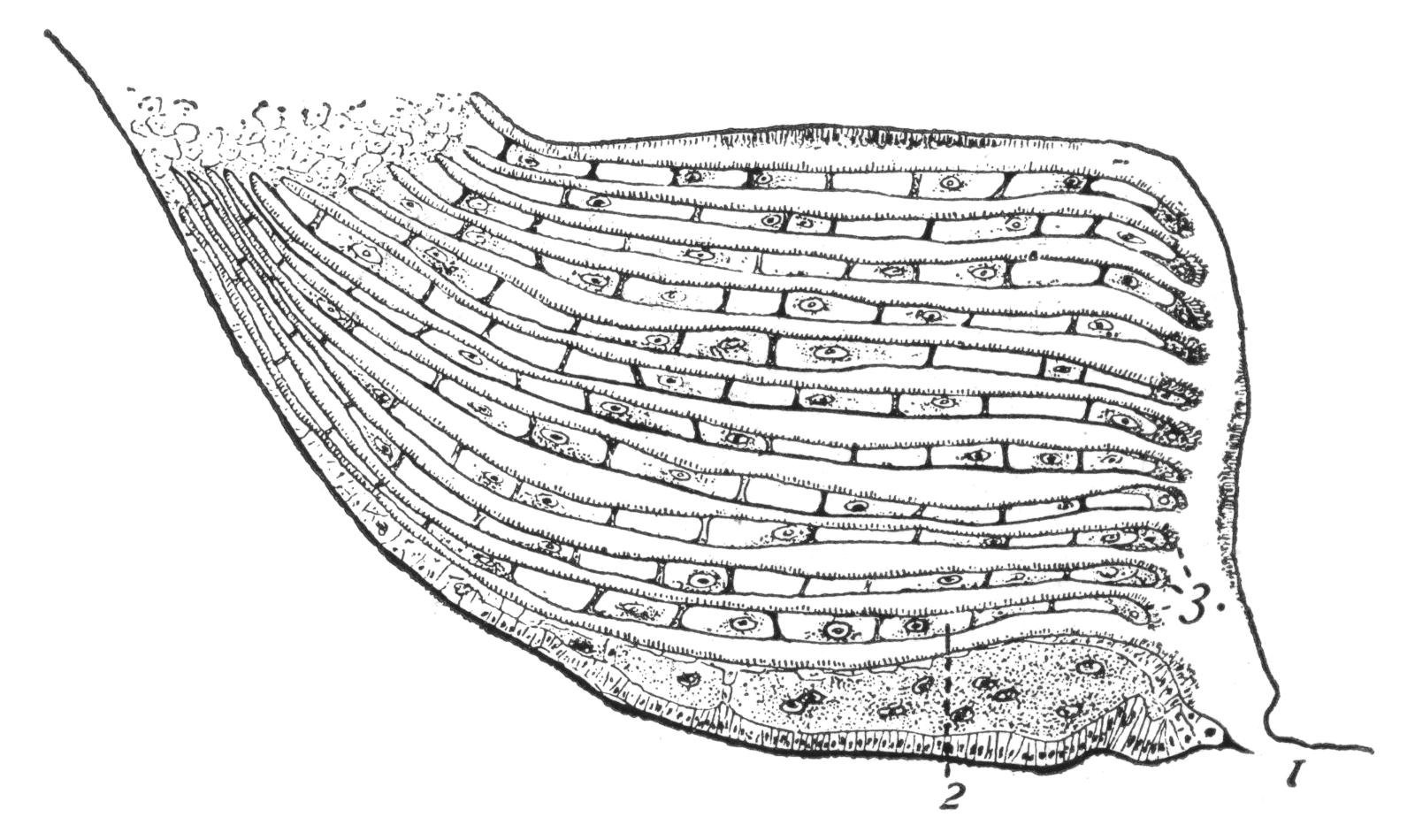
1: porus; 2: espai ple d'hemolimfa; 3: làmines del pulmó.

Les fil·lotràquies o pulmons en llibre són òrgans respiratoris d'aranyes, escorpins i altres aràcnids usats per a l'intercanvi de gasos atmosfèrics i formats per una sèrie de làmines i cavitats de teixit de l'aparell respiratori, organitzades com les pàgines d'un llibre (pel que en anglès se'n diu ''book lung''). Cadascun d'aquests òrgans es troba dins d'una cavitat ventral de l'abdomen i connecta amb l'exterior a través d'una petita obertura o ranura. Aquests pulmons no estan evolutivament emparentats amb els pulmons dels tetràpodes. El seu nombre varia d'un parell en la majoria de les aranyes a quatre parells en els escorpins. Molts aràcnids com els àcars no tenen rastre d'aquests pulmons i respiren solament a través de les tràquees (tubs prims) o de la superfície del seu cos.
L'òrgan està localitzat a l'interior de l'opistosoma o abdomen i en ell es troba la hemolimfa (la sang dels artròpodes). Els plecs maximitzen la superfície exposada a l'aire i d'aquesta manera faciliten l'intercanvi de gasos amb l'ambient. En la majoria de les espècies no cal el moviment de les plaques per facilitar la respiració.